# 柳州戰鬥
柳州戰鬥發生於1922年7月20日，地點是在中國桂中一帶。是北洋政府時期內戰之一。柳州戰鬥的交戰兩方為滇軍張開儒、楊希閔、范石生、顧品珍及桂軍林俊廷。戰鬥結束後，桂軍敗退，滇軍得勝。

## 參看
- 北洋政府